# Sankt Gallenkirch
Sankt Gallenkirch település Ausztria legnyugatibb tartományának, Vorarlbergnek a Bludenzi járásában található. Területe 127,83 km², lakosainak száma 2 172 fő, népsűrűsége pedig 17 fő/km² (2014. január 1-jén). A település 878 méteres tengerszint feletti magasságban helyezkedik el.
A település részei: St. Gallenkirch, Gargellen és Gortipohl.

## Fordítás
- Ez a szócikk részben vagy egészben  a   Sankt Gallenkirch című angol Wikipédia-szócikk ezen változatának fordításán alapul.  Az eredeti cikk szerkesztőit annak laptörténete sorolja fel. Ez a jelzés csupán a megfogalmazás eredetét és a szerzői jogokat jelzi, nem szolgál a cikkben szereplő információk forrásmegjelöléseként.